# Абде Реббаш
Абдеррахма́н (Абде́) Ребба́ш (араб. عبد الرحمان رباش; нар. 11 серпня 1998, Бліда) — алжирський футболіст, нападник іспанського клубу «Алавес», який на правах оренди виступає за «Гранаду».

## Клубна кар'єра
Вихованець юнацьких команд «Іру-Бат», «Аріснабарра» та «Ауррера Віторія». З сезону 2017–18 почав виступати за клуб «Ауррера Віторія» у Терсера Дивізіоні.

### «Алавес»
2018 року перейшов до фарм-клубу «Алавеса» «Сан-Ігнасіо» із Терсери. 18 серпня 2020 року переведений до резевної команди «Алавес Б» із Сегунди Дивізіону Б. У сезоні 2021–22 забив 16 голів у 36 матчах чемпіонату за «Алавес Б», ставши найкращим бомбардиром своєї команди. 
25 травня 2022 року продовжив свій контракт з «Алавесом» до 2024 року і був переведений до першої команди в Сегунду. 13 серпня дебютував в основному складі «Алавеса», вийшовши на заміну Чеберу Алькайну в матчі Сегунди проти «Леганеса». 3 вересня 2022 року забив свій перший гол у професіональній кар'єрі в поєдинку Сегунди у ворота «Лас-Пальмаса». Всього у сезоні 2022–23 провів 25 матчів і забив 3 м'ячі, допомігши команді здобути підвищення до Ла-Ліги через матчі плей-оф. 
14 серпня 2023 року дебютував у Ла-Лізі в матчі з «Кадісом», замінивши Александара Седлара. 2 листопада 2023 року у поєдинку першого раунду Кубка Іспанії проти клубу «Депортіво Мурсія» відзначився дублем. 24 листопада забив свій перший м'яч у Ла-Лізі в поєдинку проти «Гранади».
24 січня 2024 року підписав новий контракт з «Алавесом» до червня 2028 року.

#### Оренда в «Гранаду»
16 січня 2025 року на правах оренди перейшов в клуб Сегунди «Гранаду» до кінця сезону. 26 січня 2025 року дебютував за нову команду в матчі Сегунди проти «Спортінга» (Хіхон), вийшовши в стартовому складі. 22 лютого 2025 року в поєдинку Сегунди проти клубу «Реал Сарагоса» забив свій перший гол за «Гранаду».

## Особисте життя
Народився у Бліді (Алжир), а у віці 12 років переїхав до Віторії в Іспанію.

## Статистика виступів
Станом на 28 березня 2025 
| Клуб              | Сезон             | Чемпіонат             | Чемпіонат | Чемпіонат | Кубок | Кубок | Єврокубки | Єврокубки | Інші  | Інші | Всього | Всього |
| Клуб              | Сезон             | Дивізіон              | Матчі     | Голи      | Матчі | Голи  | Матчі     | Голи      | Матчі | Голи | Матчі  | Голи   |
| ----------------- | ----------------- | --------------------- | --------- | --------- | ----- | ----- | --------- | --------- | ----- | ---- | ------ | ------ |
| Аурерра Віторія   | 2017–18           | Терсера Дивізіон      | 29        | 10        | 0     | 0     | —         | —         | —     | —    | 29     | 10     |
| Сан-Ігнасіо       | 2018–19           | Терсера Дивізіон      | 29        | 7         | 0     | 0     | —         | —         | —     | —    | 29     | 7      |
| Сан-Ігнасіо       | 2019–20           | Терсера Дивізіон      | 25        | 7         | 0     | 0     | —         | —         | —     | —    | 25     | 7      |
| Сан-Ігнасіо       | Всього            | Всього                | 54        | 14        | 0     | 0     | 0         | 0         | 0     | 0    | 54     | 14     |
| Алавес Б          | 2020–21           | Сегунда Дивізіон Б    | 14        | 3         | 0     | 0     | —         | —         | —     | —    | 14     | 3      |
| Алавес Б          | 2021–22           | Терсера Дивізіон RFEF | 36        | 16        | 0     | 0     | —         | —         | —     | —    | 36     | 16     |
| Алавес Б          | Всього            | Всього                | 50        | 19        | 0     | 0     | 0         | 0         | 0     | 0    | 50     | 19     |
| Алавес            | 2022–23           | Сегунда Дивізіон      | 22        | 3         | 3     | 0     | —         | —         | —     | —    | 25     | 3      |
| Алавес            | 2023–24           | Ла-Ліга               | 23        | 1         | 3     | 2     | —         | —         | —     | —    | 26     | 3      |
| Алавес            | 2024–25           | Ла-Ліга               | 10        | 0         | 2     | 0     | —         | —         | —     | —    | 10     | 0      |
| Алавес            | Всього            | Всього                | 53        | 4         | 8     | 2     | 0         | 0         | 0     | 0    | 61     | 6      |
| → Гранада         | 2024–25           | Сегунда Дивізіон      | 10        | 1         | 0     | 0     | —         | —         | —     | —    | 10     | 1      |
| Всього за кар'єру | Всього за кар'єру | Всього за кар'єру     | 196       | 48        | 8     | 2     | 0         | 0         | 0     | 0    | 204    | 50     |